# Final Fantasy Crystal Chronicles
Final Fantasy Crystal Chronicles (яп. ファイナルファンタジー クリスタルクロニクル файнару фантадзи: курисутару куроникуру) — японская компьютерная игра в жанре ролевой боевик, разработанная шелл-компанией The Game Designers Studio и выпущенная в 2003 году при участии Nintendo. Фактически создана сотрудниками второго производственного отдела Square Enix с геймдизайнером Акитоси Кавадзу во главе, представляет собой спин-офф серии Final Fantasy и первую часть в линейке родственных игр под заголовком Crystal Chronicles. Изначально издавалась только в Японии, но в 2004 году была адаптирована для потребительских рынков Европы, Австралии и Северной Америки.

## Геймплей
Final Fantasy Crystal Chronicles отличают многие геймплейные новшества, такие, например, как сражения в реальном времени, кроме того, это первая консольная ролевая игра, где в качестве контроллера используется портативное игровое устройство Game Boy Advance. Музыку для саундтрека сочинила Куми Таниока, она же впоследствии станет автором музыкального ряда почти всех последующих частей. Главным художником выступил иллюстратор Тосиюки Итахана, ранее получивший известность как дизайнер персонажей Final Fantasy IX. Руководство проектом взял на себя опытный дизайнер Кадзухико Аоки.

## Сюжет
События Crystal Chronicles разворачиваются в фэнтезийном безымянном мире, наполненном вредоносным газом «миазмом», пагубное действие которого приводит к верной и неминуемой смерти. Города, деревни и другие поселения защищены от ядовитого газа кристаллами — они создают магический барьер, преграждающий распространение миазма. Однако действие барьера длится не вечно, а лишь один год — по истечении этого срока жители каждого селения должны снарядить отряд путешественников, которые отправятся на поиски «мирры», жидкой субстанции, способной напитать кристаллы новой волшебной силой. Игрок управляет одним из таких отрядов, выдвигающимся из деревни Типа, для персонажей это первый в жизни подобный поход — впереди их ожидают многие опасности и испытания.

## Анонс игры
Официальный анонс состоялся на выставке Jump Festa 31 декабря 2002 года. Примечательно, что серия стала первым с 1994 года сотрудничеством компаний Square Enix и Nintendo, поэтому разработчики решили выделить её из остальной линейки Final Fantasy, создать нечто принципиально новое.
10 июня 2019 года на конференции E3 2019 была анонсирована Final Fantasy Crystal Chronicles Remastered Edition для игровых консолей Nintendo Switch и PlayStation 4, а также смартфонов на базе iOS и Android. 

## Отзывы
| Сводный рейтинг | Сводный рейтинг |
| Агрегатор       | Оценка          |
| --------------- | --------------- |
| GameRankings    | 80,72 %         |

Выход игры сопровождался хорошими положительными отзывами, похвалы удостоились красивая графика и инновации в дизайне многопользовательского режима. В частности, портал IGN сравнил многопользовательский режим с удачной Phantasy Star Online, но при этом отрицательно отметил задумку использовать систему Game Boy Advance в качестве контроллера.